# Пушкаши (Васлуј)
Пушкаши (рум. Pușcași) насеље је у Румунији у округу Васлуј у општини Пушкаши. Oпштина се налази на надморској висини од 148 m.

## Становништво
Према подацима из 2002. године у насељу је живело 2279 становника, од којих су сви румунске националности.